# Dale Midkiff
Dale Alan Midkiff (Chance (Maryland), 1 de julho de 1959) é um ator norte-americano. É filho de Joyce e Thomas Midkiff e é casado desde 1997 com Joan O'Connor e é pai de três filhos.
Seus trabalhos mais notáveis são em séries e filmes para televisão.
Começou sua carreira no cinema em 1985 no filme Streetwalkin', um filme de baixo orçamento, porém com a sua excelente interpretação chamou a atenção de muitos diretores e logo obteve importantes papéis como Elvis Presley na mini série de Tv norte americana Elvis and Me, a qual é ainda considerada por muitos como uma das suas melhores atuações.

## Filmografia
- "Lie to Me" .... Samuel Wynn (1 episode, 2009)
- "Criminal Minds" .... Gil Bonner (1 episode, 2009)
- "Lincoln Heights" .... Harrison DeVries (1 episode, 2008)
- The Clean-Up Crew (2008) .... Dan Dahler
- 2012 Doomsday (2008)  .... Dr. Frank Richards
- CSI: Miami ....Doug McClain (1 Episode, 2007)
- Love's Unfolding Dream (2007) (TV) .... Clark Davis
- Totally Baked: A Pot-U-Mentary (2007) .... Doug
- Love's Unending Legacy (2007) (TV) .... Clark Davis
- Flight of the Living Dead: Outbreak on a Plane (2007)...Dr. Lucas Thorp
- Love's Abiding Joy (2006) (TV) .... Clark Davis
- Boxboarders! (2006) .... Bruce Rockwell
- Back to You and Me (2005) (TV) .... Gus Martin
- Love's Long Journey (2005) (TV) .... Clark Davis
- Deep Rescue (2005) .... Ben
- Without a Trace (TV) .... Eddie Ferguson (1 episode, 2005)
- Love's Enduring Promise (2004) (TV)... Clark Davis
- Torn Apart (2004) .... Jerry Bender
- Debating Robert Lee (2004) .... Robert Lee
- Love Comes Softly (2003) (TV)... Clark Davis
- Maximum Velocity (2003) .... Dr.Timothy Briggs
- Nancy Drew (2002) (TV) .... Jimbo Mitchell
- Video Voyeur: The Susan Wilson Story (2002) (TV) .... Gary Wilson
- Route 666 (2001) .... PT, U.S. Marshal
- CSI: Crime Scene Investigation .... Prof. Robert Woodbury (1 episode, 2001)
- The Warden (2001) (TV) .... Murphy
- "Twice in a Lifetime-The Frat Pack" (2000) (TV) .... Reese (1 episode)
- "Mysterious Ways-- Spirit Junction" (2000) (TV) .... Jack Kestler (1 episode)
- The Magnificent Seven (1998) ( 22 episodes) TV Series... Buck Wilmington
- Alien Fury (2000) (TV) .... Bill Templer
- Another Woman's Husband (2000) (TV) .... Johnny Miller/Jake
- The Crow: Salvation (2000)... Vincent Erlich
- Air Bud: World Pup (2000) (V) .... Patrick
- Falcon Down (2000) .... Captain Hank Thomas
- "The Outer Limits- Blank Slate" .... Tom Cooper (1 episode, 1999)
- Conversations in Limbo (1998)
- Toothless (1997) (TV) .... Thomas Jameson
- Any Place But Home (1997) (TV) .... Carl Miller
- Ed McBain's 87th Precinct: Heatwave (1997) (TV) .... Det. Steve Carella
- Ed McBain's 87th Precinct: Ice (1996) (TV) .... Det. Steve Carella
- Visitors of the Night (1995) (TV) .... Sheriff Marcus Ashley
- A Child Is Missing (1995) (TV) .... Peter Barnes
- Time Trax (1993) ( 44 episodes) TV Series .... Darien Lambert
- "Sweet Justice" - The Power of Darkness: Part 1 & Part 2 (1994) (TV) .... Alex Boudreau
- A Burning Passion: The Margaret Mitchell Story (1994) (TV) .... Red
- Love Potion No. 9 (1992) .... Gary Logan
- Blackmail (1991) (TV) .... Scott Mayfield
- Plymouth (1991) (TV) .... Gil Eaton
- Shoot First: A Cop's Vengeance (1991) (TV) .... Farrell Tucker
- Sins of the Mother (1991) (TV) .... Kevin Coe
- The Marla Hanson Story - Face Value (1991) (TV) .... Eric Warner
- A Cry for Help: The Tracey Thurman Story (1989) (TV) .... Buck Thurman
- Pet Sematary (1989) .... Louis Creed
- Dream Street (1989) TV Series .... Denis DeBeau
- Casual Sex? (1988) .... Attractive Stranger
- Elvis and Me (1988) (TV) .... Elvis Presley
- Dallas: The Early Years (1986) (TV) .... John Ross 'Jock' Ewing
- Nightmare Weekend (1986) .... Ken
- Streetwalkin' (1985) .... Duke